# طريقة التحكم في أحجام الوجبات
طريقة التحكم في أحجام الوجبات (Portion control) هي عبارة عن إدراك مدى حجم وجبة الغذاء أو عدد السُّعرات الحرارية أو كَمْ الطاقة الغذائية الموجودة في وجبة ما. وتُعد طريقة التحكم في أحجام الوجبات هامة في عملية التحكم في وزن الجسم حيث إن الوزن يُحدده إجمالي استيعاب الجسم من السُّعرات. فالتغذية الصحية، من خلال استخدام فلسفة أرسطو، تكون عبارة عن المتوسط المرغوب فيه بين أقصى زيادة وأقل نقص (فرط التغذية وسوء التغذية)، وهي الفلسفة المعروفة «بفلسفة الاعتدال (golden mean).» فطريقة التحكم في أحجام الوجبات هي عبارة عن تناول قدر متزن ومتنوع من الأغذية الصحية المختلفة.
ويتم استخدام الأهرام الغذائية (Food guide pyramids) كوسيلة مرئية لمساعدة البشر على اتباع نظام غذائي متنوع والتحكم في أحجام الوجبات.
فالإخفاق في اتباع طرق التحكم في أحجام الوجبات غالبًا ما تسببه عوامل وِجدانية مثل الحالة المزاجية الكئيبة أو المَلَل. ولتجنب فرط التغذية المتأثر بالعواطف، قد يكون من المفيد عمل مخطط مسبق للوجبات واستخدام أطباق أصغر حجمًا.
ويمكن تقدير أحجام الوجبات من خلال استخدام أشياء كعلامة مرجعية. وتتمثل إحدى طرق تحديد حجم الوجبة في مقارنتها بحجم راحة اليد. فعلى سبيل المثال ينبغي ألا يزيد حجم وجبة البروتين الصحية عن حجم قطعة لحم يمكن إخفاؤها في راحة اليد. ويُمكن قياس وجبات السكريات مثل الباستا (pasta) من خلال القبَضَات. فالوجبة الصحية من الباستا ينبغي ألا تزيد عن حجم قبضة واحدة.

## وصلات خارجية
- Do You Know How Food Portions Have Changed in 20 Years?
- Mayo Clinic Healthy Weight Pyramid